# Beucer Boldizsár
Beucer Boldizsár (Zorbec, 16. század – ?) kántor, evangélikus tanító.
Zörenbachból, Zólyom megyéből származott. 1592 októberétől segédtanító, majd 1594 novemberétől német kántor volt Selmecbányán, innen 1597 végén Felsbergbe ment tanítónak.
Egyetlen megjelent művét Wittenbergben adta ki:
Historia de amara domini nostri Jesu Christi passione et morte. Wittebergae, 1597.